# Cassina Valsassina
Cassina Valsassina là một đô thị và thị xã của Ý. Đô thị này thuộc tỉnh Lecco trong vùng Lombardia. Cassina Valsassina có diện tích 2 km2, dân số theo ước tính năm 2010 của Viện thống kê quốc gia Ý là 457 người. 
Các đơn vị dân cư:
Đô thị Cassina Valsassina giáp với các đô thị: Barzio, Cremeno, Moggio, Morterone.